# Challenger de Manerbio 2016

El torneo Antonio Savoldi–Marco Cò – Trofeo Dimmidisì 2016 es un torneo profesional de tenis. Pertenece al ATP Challenger Series 2016. Se disputó su 15.ª edición sobre superficie tierra batida, en Manerbio, Italia, entre el 22 y el 28 de agosto de 2016.

## Jugadores participantes del cuadro de individuales
| Favorito | País                  | Jugador              | Rank1 | Posición en el torneo |
| -------- | --------------------- | -------------------- | ----- | --------------------- |
| 1        | Bandera de Austria    | Gerald Melzer        | 89    | Cuartos de final      |
| 2        | Bandera de Japón      | Taro Daniel          | 120   | Cuartos de final      |
| 3        | Bandera de Eslovaquia | Andrej Martin        | 121   | Primera ronda         |
| 4        | Bandera de España     | Daniel Gimeno-Traver | 126   | Segunda ronda         |
| 5        | Bandera de Argentina  | Leonardo Mayer       | 130   | CAMPEÓN               |
| 6        | Bandera de Italia     | Marco Cecchinato     | 140   | Primera ronda         |
| 7        | Bandera de Suecia     | Elias Ymer           | 148   | Segunda ronda         |
| 8        | Bandera de Serbia     | Filip Krajinović     | 153   | FINAL                 |

- 1 Se ha tomado en cuenta el ranking del 15 de agosto de 2016.

### Otros participantes
Los siguientes jugadores recibieron una invitación (wild card), por lo tanto ingresan directamente al cuadro principal (WC):
- Andrea Pellegrino
- Edoardo Eremin
- Lorenzo Sonego
- Stefanos Tsitsipas

Los siguientes jugadores ingresan al cuadro principal tras disputar el cuadro clasificatorio (Q):
- Jonathan Eysseric
- Laurynas Grigelis
- Nikola Mektić
- Walter Trusendi

## Campeones

### Individual Masculino
- Leonardo Mayer derrotó en la final a  Filip Krajinović, 7–6(3), 7–5

### Dobles Masculino
- Nikola Mektić /  Antonio Šančić derrotaron en la final a  Juan Ignacio Galarza /  Leonardo Mayer, 7–5, 6–1